# 9월 (2007년 영화)
9월(September)은 오스트레일리아에서 제작된 피터 카스테어스 감독의 2007년 드라마 영화이다. 자비에르 사무엘 등이 주연으로 출연하였고 존 폴슨 등이 제작에 참여하였다.

## 출연

### 주연
- 자비에르 사무엘
- 클라렌스 존 라이언

### 조연
- 키에란 다시-스미스
- 켈튼 펠
- 밥 베인즈
- 시빌라 버드
- 리사 플래너건
- 폴 글리슨
- 모건 그리핀
- 토미 루이스
- 앨리스 맥코넬
- 타라 모리스
- 미아 와시코브스카

## 제작진
- Line PD: 산드라 알렉산더
- 프로듀서: 미셸 베넷
- 공동제작: 린다 하우스
- 공동제작: 세레나 폴
- 미술: 샘 홉스
- 세트: 마틴 윌리엄스
- 의상: 카피 아일랜드
- 배역: 아노샤 자케시